# Крестовське
Кресто́вське (рос. Крестовское) — присілок у складі Шадрінського району Курганської області, Росія. Входить до складу Верхозінської сільської ради.
Населення — 6 осіб (2010, 15 у 2002).
Національний склад станом на 2002 рік: росіяни — 100 %.